# Bisso na Bisso
Bisso Na Bisso (deutsch: zwischen uns oder unter uns auf Lingála) ist ein französischsprachiges Musikerkollektiv aus Rappern und Sängern mit Wurzeln in der Republik Kongo, das sich 1999 gründete. Die Gruppe besteht aus Ben-J (von Les Neg'Marrons), Lino und Calbo (von Ärsenik), DOC TMC und G Kill (von 2Bal), Mystik und der einzigen Frau M'Passi, die vom französischen Rapper Passi initiiert wurde.

## Wirken
Das erste Album der Gruppe, Racines (deutsch: Wurzeln) beinhaltet eine Zusammenführung von Hip-Hop mit afrikanischen Rhythmen und Sounds wie Rumba, Zouk und Soukous. Auf dem Album wirken als Gastmusiker prominente afrikanische Musiker wie Koffi Olomide, Papa Wemba, Ismaël Lô, Kassav und Monique Seka mit.
Bisso Na Bisso haben viel Energie darauf verwandt, humanitäre Hilfe für den Kongo und andere afrikanische Länder zu organisieren. In Ergänzung zu ihrer humanitären Hilfe haben sie auch mit ihren Texten afrikanische Politiker kritisiert. In Dans la peau d'un chef kritisieren sie die Korruption der Regierung mit der beispielhaften Textzeile: „I pray for the development of my country that is falling into decay / believe me I swear to gorge myself...“

## Mitglieder
- DOC TMC (Landry Mahoukou) von 2 Ball 'Niggets (Mitglied von Ménage à 3 und ex-2 Ball 2 Neg) bis zu seiner Inhaftierung 1999 (verurteilt bis 2014, vorzeitig freigelassen im Januar 2006)
- G-Kill (Frédéric Mahoukou) von 2 Bal' Niggets (Mitglied von Ménage à 3 und ex-2 Bal 2 Neg)
- Lino (Gaëlino  M'Bani), Ärsenik
- Calbo (Calboni M'Bani), Ärsenik
- Ben-J (Fabien Loubayi), Neg' Marrons
- Mystik (Gyslain Loussingui)
- M'Passi, Melgroove (cousin von Passi)
- Passi Balende

Bisso Na Bisso arbeiten häufig mit bekannten Künstlern der Genres Ndombolo und Soukous zusammen, darunter Papa Wemba, Lokua Kanza und Koffi Olomide oder auch Franklin Boukaka und Michel Alibo.

## Auszeichnungen
- 1999: Kora All African Music Award in der Kategorie Bester Arrangeur
- 1999: Kora All African Music Award in der Kategorie Beste Gruppe
- 1999: Kora All African Music Award in der Kategorie Bestes Video

## Diskografie

### Alben
| Jahr | Titel   | Höchstplatzierung, Gesamtwochen, AuszeichnungChartsChartplatzierungen (Jahr, Titel, Platzierungen, Wochen, Auszeichnungen, Anmerkungen) | Anmerkungen |
| Jahr | Titel   | FR | Anmerkungen |
| ---- | ------- | --- | ----------- |
| 1999 | Racines | FR5 Gold · (25 Wo.)FR |             |
| 2009 | Africa  | FR12 (16 Wo.)FR |             |

Weitere Alben
- 1999: Live 15 Mai 99

### Singles
| Jahr | Titel Album                    | Höchstplatzierung, Gesamtwochen, AuszeichnungChartsChartplatzierungen (Jahr, Titel, Album, Platzierungen, Wochen, Auszeichnungen, Anmerkungen) | Anmerkungen |
| Jahr | Titel Album                    | FR | Anmerkungen |
| ---- | ------------------------------ | --- | ----------- |
| 1999 | Bisso Na Bisso Racines         | FR4 Gold · (15 Wo.)FR |             |
| 1999 | Tata Nzambé Racines            | FR27 (16 Wo.)FR |             |
| 1999 | Dans la peau d’un chef Racines | FR77 (11 Wo.)FR |             |
| 2009 | Show ce soir Africa            | FR3 (31 Wo.)FR |             |